# Walker (Louisiana)
Walker és una població dels Estats Units a l'estat de Louisiana. Segons el cens del 2000 tenia 4.801 habitants.

## Demografia
Segons el cens del 2000, Walker tenia 4.801 habitants, 1.758 habitatges, i 1.320 famílies. La densitat de població era de 322,4 habitants/km².
Dels 1.758 habitatges en un 39,6% hi vivien nens de menys de 18 anys, en un 59,4% hi vivien parelles casades, en un 11,1% dones solteres, i en un 24,9% no eren unitats familiars. En el 21,3% dels habitatges hi vivien persones soles el 8,5% de les quals corresponia a persones de 65 anys o més que vivien soles. El nombre mitjà de persones vivint en cada habitatge era de 2,73 i el nombre mitjà de persones que vivien en cada família era de 3,18.
Per edats la població es repartia de la següent manera: un 29,8% tenia menys de 18 anys, un 9,7% entre 18 i 24, un 31,4% entre 25 i 44, un 19,5% de 45 a 60 i un 9,6% 65 anys o més.
L'edat mediana era de 32 anys. Per cada 100 dones de 18 o més anys hi havia 91,6 homes.
La renda mediana per habitatge era de 38.298 $ i la renda mediana per família de 43.750 $. Els homes tenien una renda mediana de 32.907 $ mentre que les dones 21.775 $. La renda per capita de la població era de 16.056 $. Entorn del 5,9% de les famílies i el 9,6% de la població estaven per davall del llindar de pobresa.

## Poblacions més properes
El següent diagrama mostra les poblacions més properes.